# Zadie Smith
Zadie Smith, född 25 oktober 1975 i Brent i nordvästra London, är en brittisk författare. Zadie Smith har skrivit flera uppmärksammade romaner, av vilka Vita tänder från 2000 blev hennes genombrott.

## Biografi
Smith föddes i arbetarområdet Brent som dotter till en invandrad jamaicansk mamma, Yvonne Bailey, och en engelsk pappa, Harvey Smith, vilka skildes när hon var tonåring. Hon är syster till rapparen Doc Brown. Hon studerade engelsk litteratur vid King's College, Cambridge, där hon också debuterade som författare med ett antal noveller i  studentantologin The Mays Anthology. I Cambridge träffade hon Nick Laird, författare, med vilken hon gifte sig 2004.
Hon visade upp det första utkastet till debutromanen Vita tänder för bokförläggare redan 1997, men boken fullbordades och publicerades  inte förrän år 2000 och blev då snabbt en storsäljare som översattes till flera språk, och även bearbetades för TV. År 2002 utkom Smiths andra roman, Autografjägaren, som även den blev en kommersiell succé. Strax därefter flyttade hon till USA där hon undervisat i litteratur och kreativt skrivande vid Harvard.
Hennes tredje roman, Om skönhet, nominerades till 2005 års Bookerpris.